# Tone Škrjanec
Tone Škrjanec (* 15. Dezember 1953 in Ljubljana, SFRJ) ist ein slowenischer Dichter, Autor und Übersetzer.

## Leben und Werk
Tone Škrjanec studierte Soziologie an der damaligen Fakultät für Soziologie, Politikwissenschaft und Publizistik der Universität Ljubljana. Er arbeitete danach mehr als zehn Jahre als Journalist, ab 1990 als Programmkoordinator im Kulturverein France Prešeren (KUD France Prešeren), wo er von 1994 bis 2013 das Lyrikfestival Trnovski terceti organisierte. Seit 2013 arbeitet er als freier Autor und Übersetzer.
Als Dichter trat Škrjanec erst 1997 mit dem Gedichtband Blues zamaha (Der Blues des Schwungs) hervor, seither (Stand 2020) sind elf weitere Gedichtbände erschienen, die zum Teil übersetzt und u. a. in Polen, Bulgarien, Kroatien und in den USA publiziert wurden. Seine der Tradition der amerikanischen Beat-Poetry zugerechnete Lyrik, die in unaufgeregter Weise auf die Beobachtung kleinster, kaum wahrnehmbarer Phänomene abhebt, beeinflusste jüngere Autoren wie Primož Čučnik, der einige von Škrjanec‘ Gedichtbänden auch in das Programm des Verlags LUD Literatura und seines eigenen Verlags LUD Šerpa aufnahm.
Als Übersetzer widmete sich Škrjanec besonders der amerikanischen Poesie von Charles Bukowski, Frank O’Hara, Gary Snyder, Timothy Liu, Kenneth Rexroth, John Baryman, Edward Foster und Jack Spicer. Einige dieser Poeten beeinflussten insbesondere seine ersten vier Gedichtbände, worauf die Abkehr vom Dichterkult, die Gleichberechtigung der Motive, die Leidenschaft für den weiblichen Körper, Urbanität, Naturverbundenheit, Narrativität, Umgangssprache, prosaische Form, Benennung von Realien aus dem eigenen Umfeld, die Ich-Perspektive und der Verzicht auf Metaphern hindeuten. Daneben übersetzt Škrjanec auch Lyrik aus dem Serbischen und Kroatischen. Außerdem arbeitete er mit verschiedenen Musikern (Jani Mujič, Ille) zusammen, mit denen er Poesie vertonte. Für sein lyrisches Werk erhielt Škrjanec den Velenjica-Preis im Rahmen des Lirikonfests (2017), den Veronika-Preis und den Jenko-Preis (2018).

## Publikationen

### Lyrik
- 1997: Blues zamaha. [Der Blues des Schwungs] Ljublja: KUD France Prešeren Trnovo (Neuauflage 2008).

- 1999: Sonce na kolenu. [Sonne auf dem Knie] Ljubljana: Društvo Apokalipsa,

- 2001: Pagode na veter. [Windpagoden] Ljubljana: Društvo Apokalipsa.

- 2002: Noži. [Messer] Ljubljana: Literarno-umetniško društvo Literatura.

- 2004: Baker. [Kupfer] Ljubljana: LUD Šerpa.

- 2006: Koža. Ljubljana: Literarno-umetniško društvo Literatura.
  - dt. Übersetzung: Haut. Aus dem Slowenischen von Ann-Catrin Bolton. Ljubljana: Društvo slovenskih pisateljev, 2021.

- 2009: Duh želve je majhen in zelo star. [Der Geist einer Schildkröte ist klein und sehr alt] Ljubljana: KUD France Prešeren Trnovo.

- 2010: Med drevesi – Among Trees. Ljubljana: KUD Apokalipsa.

- 2012: V zraku so šumi: izbrane in zelo stare pesmi. [In der Luft ist Rauschen. Ausgewählte und sehr alte Gedichte] Ljubljana: Lud Šerpa,

- 2015: Sladke pogačice. [Süße Pogatschen] Ljubljana: LUD Literatura.

- 2017: Dihaj. [Atme] Ljubljana: Center za slovensko književnost

- 2020: Nekaj o nas kot živalih. [Etwas über uns als Tiere] Ljubljana: LUD Šerpa.

### Musik
- Košček hrupa in ščepec soli [Ein Stückchen Lärm und eine Prise Salz] (2003, mehrere Autoren)

- Lovljenje ritma [Den Rhythmus einfangen] (2006, selbständiges Album mit dem Musiker Jani Mujič)

- Pri besedi z glasom in zvokom [Mit Stimme und Klang am Wort] (2011, mehrere Autoren)